# Enevold Kruse
Enevold Kruse (né le 28 octobre 1554, décédé le 8 mars 1621 sur l'île de Seeland) était un noble danois et Gouverneur général de Norvège de 1608 à 1618.
Après des études à l'étranger, entre autres à Helmstedt, il est employé en 1578, à la chancellerie danoise. En 1608, il est nommé lensherre d'Akershus, Gouverneur général de Norvège et membre du conseil national. 
De 1618 à 1621, de retour au Danemark, il est lensherre à Tranekjær.